# Morong (Rizal)
Morong é um município de  segunda classe de renda municipal (d) na província Rizal, nas Filipinas. De acordo com o censo de 1 de maio  de  2020 possui uma população de 71 151 pessoas e 16 113 domicílios.